# Ламенне, Фелисите Робер де
Фелисите Робер де Ламенне (фр. Hugues-Félicité Robert de Lamennais)19 июня 1782 — 27 февраля 1854) — французский философ и публицист, аббат, один из основоположников христианского социализма.

## Биография
Происходя из состоятельной дворянской семьи в Бретани и будучи воспитан в духе религиозного фанатизма, Ламенне в ранней молодости, под влиянием сочинений Руссо, обнаружил некоторое свободомыслие в религиозных вопросах; но этот период сомнений продолжался недолго, и он принял священство. Первое его сочинение: «Размышления о состоянии церкви во Франции» (фр. Réflexions sur l'état de l'église en France) (1808), изданное анонимно и конфискованное администрацией, представляло собой резкое обличение философии XVIII века и недостаточного рвения католического духовенства. В 1814. г., в сотрудничестве с братом, он издал «Предание французской церкви об учреждении епископов» (фр. Tradition de l'église de France sur l’institution des éveques); своим ультра-клерикальным направлением оно так раздражило правительство Ста дней, что, приняв на себя одного авторство, Ламенне на время удалился в Англию. В своем «Очерк безразличия в вопросах религии» (фр. Essai sur l’indifférence en matière de religion) Ламенне, вооружаясь против равнодушия в вопросах веры, ищет новых доказательств истинности католичества и находит их во всеобщем признании.
Критерий истины, по мнению Ламенне, лежит не в индивидуальном уме, как полагает философия, а в убеждении народов. Истинная религия — католицизм, потому что на его стороне большая часть человечества. Авторитет церкви, опирающейся на традицию и на народную веру, так велик, что ему должно внимать государство. Государства не может быть без религии, религии — без церкви, церкви — без папы; на этом Ламенне строит суверенитет папы, как в религиозных, так и в светских делах. Его политический идеал — христианская монархия. Те же мысли, но в применении к Франции, развивались им во многих журнальных статьях и в сочинениях: «Религия, рассматриваемая в ее отношениях с политическим и гражданским порядком» (фр. La religion considérée dans ses rapports avec l’ordre politique et civil) (1826) и «Прогресс революции и войны с церковью» (фр. Les Progrès de la Révolution et de la guerre contre l'église) (1829). В первом Ламенне критикует декларацию 1682 г. и так назыв. «галликанские вольности». Резкость, с которой им осуждалось правительство за его якобы «атеизм» и «либерализм», навлекла на автора судебные преследования.
Во втором сочинении ультрамонтанская оппозиция Ламенне достигает своего апогея. Законы 1828 г., ограничившие права духовенства в деле народного образования, дают ему повод обрушиться на министерство Мартиньяка. Он требует, чтобы духовенство перестало поддерживать правительство, враждебное религии; предостерегая его также и от союза с либеральной партией, Ламенне тем не менее высказывает последней большее сочувствие, чем партии реакционной. Безусловное осуждение либерализма сменяется теперь условным. Либерализм прав, требуя гарантии личности против тирании правительства, «но, отделенный от духовной сферы, он вынужден искать гарантию там, где её нет и быть не может: в формах правления».
Отныне Ламенне пишет на своем знамени: «свобода совести, свобода печати и свобода обучения». Революция 1830 г. находит в Ламенне открытого сторонника и наталкивает его на мысль об издании, в сотрудничестве с Монталамбером, Лакордером и др., журнала «Будущее» (фр. L’Avenir). Программа последнего сводится к след. пунктам: 1) отделение церкви от государства; 2) гарантии личности (свобода совести, печати, преподавания, союзов, труда и промышленности); 3) уничтожение палаты пэров и крайностей централизации; 4) уничтожение избирательного ценза и установление всеобщего голосования. Невмешательство государства в церковные дела должно быть куплено, по мнению Ламенне, отказом папы от светской власти и духовенства — от государственного жалованья. Осведомившись о неудовольствии, которое возбудил в папе новый журнал, Ламенне, со своими товарищами, отправился для объяснений в Рим, но не получил здесь никаких ясных указаний и продолжал издавать «l’Avenir» по старой программе.
Только в 1832 г., ввиду категорического заявления папой своего неудовольствия, журнал был окончательно прекращен. С Ламенне была истребована подписка в том, что он не будет писать ничего противного учению и интересам церкви. Это не помешало, однако, Ламенне, после тяжелой внутренней борьбы, выступить на дорогу радикальной и социалистической оппозиции, изданием замечательной книги: «Слова верующего» (фр. Paroles d’un croyant) (1834), имевшей громадное влияние на тогдашнее французское общество. В форме библейских псалмов и евангельских притч, Ламенне нападает здесь на существующий экономический и политический строй, стоящий в противоречии с требованиями религии, и выступает защитником кооперации, права на существование, равенства полов и народного суверенитета. Специальной энцикликой от 15 июля 1834 г. «Слова верующего» (фр. Paroles d’un croyant) были осуждены папой. Окончательно отрешившись от католической церкви («Дело Рима» (фр. Affaire de Rome), 1836), Ламенне в дальнейших своих сочинениях («Страна и правительство» (фр. Le Pays et le gouvernement), 1840; «Голос из тюрьмы» (фр. Une voix de Prison), 1841) становится в ряды наиболее передовой политической партии и подвергается неоднократно преследованиям за свои нападки против июльской монархии.
В 1848 г. он издает газету «Народ составляющий» (фр. Le Peuple constituant), поссорившую его с некоторой частью рабочей партии, так как Ламеннэ высказывается здесь против ассоциаций по типу Луи Блана; его социализм предполагает лишь добровольное проявление братских чувств, людьми, просвещенными истинной верой и любовью. Особое место среди сочинений Ламенне занимает «Набросок философии» (фр. Esquisse d’une philosophie) (1841—1846), где он выступает в качестве философа-спиритуалиста. Как всякое живое существо, человек подчинен закону прогресса. Доктрина первородного греха, поэтому, ошибочна и внутренне противоречива: как проявление индивидуальной воли, грех не может быть наследственным. Познание добра и зла было не грехом, а первым шагом человека на пути прогресса. Причина нравственного зла лежит в борьбе между законом единства всего человечества и индивидуалистическими стремлениями каждого человека; зло это — эгоизм, предпочтение своего «я» семье, семьи отечеству, отечества — человечеству, человечества — Богу. Количество зла на земле постепенно уменьшается. Философия Ламенне, не будучи оригинальной (она отражает на себе всего больше влияние Платона, св. Фомы и Шеллинга), возвышенна и характерна, как опыт совмещения религии с наукой.
В сочинениях социально-политического характера и как инициатор журнала «Будущее» (фр. L’Avenir), Ламенне является первым провозвестником католического социализма; влияние его заметно на многих представителях французского духовенства 40-х гг. (аббат Констан, Шантом, и др.), на Берне (которым «Paroles d’un croyant» переведены на немецкий язык) и Ренане.
На русском языке вышла брошюра Ламенне: «Современное рабство» (изд. «Сеятель», СПб., 1905); книга: «Слова верующего» (СПб., 1906).